# Acacia samoryana
Acacia samoryana é uma espécie de leguminosa do gênero Acacia, pertencente à família Fabaceae.